# Aberdeen, Washington

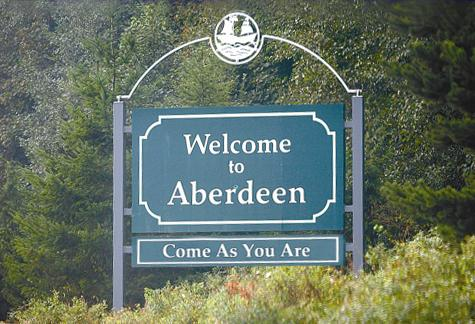
Välkomstskylt med titeln till Nirvanas låt "Come as You Are".

Aberdeen är en stad (city) i Grays Harbor County i delstaten Washington i USA. Staden hade 17 013 invånare, på en yta av 32,57 km² (2020). Den ligger vid stillahavskusten och grundades av Samuel Benn år 1884.
Staden Aberdeen är känd för att Kurt Cobain växte upp här.